# Sporophila murallae
Sporophila murallae là một loài chim trong họ Thraupidae.